# Frohmann Verlag
Der Frohmann Verlag ist ein unabhängiger deutscher Kleinverlag mit Sitz in Berlin-Pankow. Programmschwerpunkt des Verlags ist genuine digitale Literatur.

## Geschichte
Der Verlag wurde im Jahr 2012 gegründet und ist ein Einpersonenunternehmen von Christiane Frohmann mit mehreren hundert frei Mitwirkenden.
In den Jahren 2012 bis 2015 wurden ausschließlich E-Books veröffentlicht. Seit 2016 erscheinen auch gedruckte Titel, so etwa der Hybridtext Auf See. Die Geschichte von Ayan und Saamir (2016) von Michaela Maria Müller, der sich aus dem E-Book Vor Lampedusa (2015) derselben Autorin entwickelte. 2013 startete die digitalkulturwissenschaftliche Reihe Generator. Seit 2014 wird in mehreren Versionen das von Christiane Frohmann herausgegebene kollaborativ verfasste E-Book Tausend Tode schreiben veröffentlicht. Von Januar bis März 2017 erschien die vom Goethe-Institut herausgegebene E-Book-Reihe Hausbesuch mit zehn Einzeltiteln von Marie Darrieussecq, Guy Helminger, Katja Lange-Müller, Michela Murgia, Jordi Puntí, Sasha Marianna Salzmann, Gonçalo M. Tavares, Annelies Verbeke und David Wagner sowie einer alle Texte versammelnden Anthologie. Ebenfalls 2017 und in Kooperation mit dem Goethe-Institut wurde European Angst mit Texten von Klaus-Dieter Lehmann, Herta Müller, Slavoj Žižek u. a. veröffentlicht.
2020 wurde Frohmann ein Deutscher Verlagspreis verliehen.

## Programm
Im Frohmann Verlag werden neue kulturelle Formen in den Blick genommen. Seit Verlagsgründung gehören zum Programm Twitter-Kürzesttextsammlungen, u. a. von Anousch Mueller und Ute Weber; seit 2015 werden diese herausgelöst aus dem Kontext der Twitteratur als kleine Formen betrachtet und veröffentlicht: 2016 ist daraus die Printreihe Kleine Formen hervorgegangen, als deren erster Band im September 2016 Sitze im Bus von Claudia Vamvas erschien. 2017 folgten Match Deleted. Tinder Shorts von Sarah Berger, Hefte raus, Diktatur! von Oliver Grimm, @blutundkaffee von Ianina Ilitcheva, Präraffaelitische Girls erklären das Internet von Christiane Frohmann, 2019 Aussprachehilfen von Gabriel Yoran, Berlin abgedichtet von Johannes Schneider, 2020 Lesen und Schreien von Sarah Berger und Blogdown von Georg Diez und Philip Grözinger.
Das aus Hannes Bajohr und Gregor Weichbrodt bestehende Kollektiv 0x0a veröffentlicht bei Frohmann genuin digitale Literatur als Bücher, die entsprechenden Texte sind aber gleichzeitig auch online lesbar.
In der Reihe Generator erscheinen Titel zu neuen digitalkulturwissenschaftlichen Phänomenen, wie etwa Cat Content, Algorithmus- und Bot-Literatur, Twitteratur und der Ästhetik von E-Books.
Im E-Book Tausend Tode schreiben finden sich kurze Texte von Menschen, die beruflich oder privat mit dem Tod zu tun hatten oder haben. Zu den Mitwirkenden gehören u. a. Zoë Beck, Sarah Berger, David Bernet, Isabel Bogdan, Alan Posener, Clemens Setz, Daniela Seel, Sookee, Margarete Stokowski und David Wagner.